# Pasternik (wąwóz)
Pasternik – wąwóz w Dolinie Będkowskiej na Wyżynie Olkuskiej. Znajduje się w granicach wsi Będkowice w województwie małopolskim, w powiecie krakowskim, w gminie Wielka Wieś. Jest orograficznie lewym odgałęzieniem Wąwozu Będkowickiego (ten z kolei jest lewym odgałęzieniem Doliny Będkowskiej). Ma długość około 300 m i jest największym z trzech lewych odgałęzień Wąwozu Będkowickiego. Opada z pokrytej polami uprawnymi wierzchowiny Będkowic w północno-zachodnim kierunku i uchodzi do Wąwozu Będkowickiego po południowej stronie skały Sernik. Na skale tej uprawiana jest wspinaczka skalna. Zbocza wąwozu Cupel porasta las bukowo-grabowy. W niewielkiej skałce w górnej części wąwozu Cupel znajduje się jaskinia Komin Będkowicki.
Wąwóz Pasternik przez większą część roku jest suchy. Woda płynie nim tylko po większych opadach deszczu. Suche dna dolin, wąwozów i jarów to zjawisko typowe dla Wyżyny Krakowsko-Częstochowskiej.